# Agence spatiale algérienne
Agence spatiale algérienne (ASAL) (fr. algeriska rymdorganisationen), är Algeriets myndighet ansvarig för rymdfart. Myndigheten startades efter ett dekret från presidenten 16 januari 2002.